# 털고추
털고추(학명: Capsicum pubescens 캅시쿰 푸베스켄스[*])는 가지과의 여러해살이 식물로, 고추의 일종이다.

## 분포
남아메리카에 분포한다. 볼리비아가 원산지이다.

## 같이 보기
- 고추(C. annuum)
- 나무고추(C. frutescens)
- 베리고추(C. baccatum)
- 중국고추(C. chinense)